# 沙恩·埃文斯
沙恩·埃文斯（英語：Siân Evans）是一名图书馆员、活动家，也是艺术与女权主义的联合创始人。她还是马里兰艺术学院的信息素养和教学设计馆员。

## 生平
沙恩·埃文斯是Artstor成员，是艺术与女权主义的联合创始人，这是一项致力于解决维基百科的性别偏误的全球运动。这个运动起源于埃文斯设计的一个面向女性和艺术的项目，这一项目为北美艺术图书馆协会设计。她还是马里兰艺术学院的信息素养和教学设计馆员（Information Literacy & Instructional Design Librarian），是北美艺术图书馆协会妇女与艺术特殊兴趣小组的成员。2014年，埃文斯被《外交政策》杂志评为FT 100全球知识分子之一。
埃文斯关于数字化性别平等的研究和著作发表在《艺术文献：北美艺术图书馆协会期刊》（Art Documentation: Journal of the Art Libraries Society of North America）和《知情的煽动：社会正义运动及其他方面的图书馆和信息技能》（Informed Agitation: Library and Information Skills in Social Justice Movements and Beyond）一书中。
埃文斯有一只叫皮克尔（Pickle）的斗牛犬，她也是一个动物领养的坚定支持者。